# Shenergy Company
Shenergy Company (chinois : 申能股份有限公司 ; pinyin : Shēnnéng gǔfèn yǒuxiàngōngsī) est une entreprise chinoise qui produit et distribue de l'électricité et du gaz.